# Anne Waldman
Anne Waldman (Millville, Nueva Jersey, 2 de abril de 1945) es una poeta estadounidense. Activista y feminista, forma parte de la segunda Generación beat.

## Biografía
Waldman nació en 1945 en Millville, estado de Nueva Jersey, y creció en la ciudad de Nueva York. Se graduó en la Universidad de Bennington en 1966. Ha publicado más de 40 libros. Es miembro activo del movimiento Outrider de poesía experimental y se ha vinculado al movimiento beat y la segunda generación de la Escuela de Nueva York.
Desde 1968 a 1978 fue directora del St. Mark's Poetry Project, asociación cultural por la que han transitado los autores más representativos de la poesía norteamericana de las últimas décadas.
Junto con Allen Ginsberg fundó Jack Kerouac School of Disembodied Poetics, dependiente de la Universidad de Naropa, en Boulder, Colorado, donde ejerce de profesora de poética. Waldman también ha sido profesora visitante en el Instituto de Artes de Indios americanos de Santa Fe y consultora por el Pražská Proyecte Skola de Praga.
Más allá de su actividad literaria, Waldman no ha dejado nunca su implicación como activista cultural y su práctica del budismo tibetano, ambas facetas estrechamente conectadas con su poesía. Waldman entiende la lengua y la literatura como un acto político. Su compromiso con la poesía se extiende, más allá de su propio trabajo, con su apoyo a las comunidades de poesía alternativas. Waldman colabora regularmente con artistas visuales, músicos y bailarines.
En 2009 y 2010, The Living Theatre presentó una obra llamada "Red Noir", escrita y dirigida por Judith Malina, que se basó en el libro de poesía de Waldman del mismo título.
En 2011, Waldman fue elegida miembro de la Academia de Poetas de Estados Unidos.

## Publicaciones
Waldman ha publicado más de cuarenta libros de poesía, entre los cuales se encuentran:
- Baby Breakdown (Bobbs-Merrill, 1970)
- Fasto Speaking Woman (City Lights Pocket Poets Serías, 1974)
- New and Selected Poems 1966–1988 (Coffee House Press, 1989)
- Lovis: Ajo Is Hoja of Love (Coffee House Press, 1993); Helping the Dreamer
- Marriage: A Sentence (Penguin, 2000); Kill oro Curo (Penguin, 1994);
- Vow tono Poetry (Coffee House Press, 2001)
- Dark Arcana / Afterimage oro Glow (Heaven Bone Press, 2003), with photographs by Patti Smith
- In the Room of Never Grieve: New and Selected Poems, 1985–2003 (Coffee House Press, 2003)
- Structure of the World Compared tono a Bubble (Penguin, 2004)
- Red Noir (farfalla press / McMillan and Parrish, 2008)
- Manatee/Humanity (Penguin, 2009)
- The Lovis Trilogy: Colores in the Mechanism of Concealment (Coffee House Press, 2011)
- Gossamurmur (Penguin, 2013)

También es editora de las antologías:
- The World Anthology: Poems From the St. Mark’s Poetry Project (Bobbs-Merrill, 1969)
- The Beato Book (Shambhala, 1996)

Coeditora de:
- Disembodied Poetics: Annals of the Jack Kerouac School (University of New Mexico Press, 1993)
- Angel Hair Sleeps With A Boy In My Head (Granary Books, 2001)

Cotraductora de:
- The Sueños & Daughters of Buddha (Shambhala, 1996),
- Un libro de escritura budista tradicional originalmente en sánscrito y prácrito, traducido con Andrew Schelling, entre otros.

## Premios y reconocimientos
Waldman ha recibido numerosos premios por su poesía, entre ellos: American Book Awards, Lifetime Achievement Award, Dylan Thomas Memorial Award, National Literary Anthology Award, Shelley Memorial Award; así como ayudas de la Foundation for Contemporary Performance Arts and the National Endowment for the Arts. Además, ha sido dos veces premiada con el International Poetry Championship Bout de Taos, Nuevo México y en 2011 fue elegida miembro de la Academia de Poetas Americanos.